# Линейни кораби тип „Байерн“
Байерн (на немски: Bayern) са серия линейни кораби на Германския императорски военноморски флот от Първата световна война. Корабите от този тип са първите германски линкори, въоръжени с 380-мм оръдия, а също и последните и най-мощните от германските линкори, влезли в строй в годините на войната. По първоначалния проект в периода 1913 – 1917 г. са построени два кораба. Още два кораба са заложени по усъвършенстван проект, но не са довършени. Бойното използване на двата построени кораба, поради тяхното късно влизане в строй, е ограничено. На 20 юни 1919 г. „Байерн“ е потопен от екипажа си в Скапа Флоу. Потопяването на „Баден“ е предотвратено от британските сили, корабът е превзет и през 1921 г. е използван като кораб-мишена в опитни стрелби с изпитания на нови боеприпаси, след което е потопен.

## История на проекта
В началото на ХХ век Германия и Великобритания развързват невиждана преди гонка в морските въоръжения. Строителството на „Дредноут“ (HMS Dreadnought) слага кръст на бойната ценност на всички ескадри броненосци, и Германия получава възможност да настигне Британия по брой кораби от новия тип – дредноути. Британия се стреми да съхрани своята челна позиция и от 1909 г. започва строителството на свръхдредноути с 343-мм оръдия – типовете „Орион“, „Кинг Джордж V“ и „Айрън Дюк“. Германските корабостроители продължават да строят, в рамките на корабостроителните програми за 1911 и 1912 г., своите линкори от типовете „Кайзер“ и „Кьониг“ с 305-мм оръдия, усилвайки тяхната защита за сметка на икономия във въоръжението. Те смятат това за оправдано, тъй като дулната енергия и бронепробиваемостта на германското оръдие са малко по-слаби, а настилността и скорострелността им са по-добри. За това, с оглед по-дебелото брониране, германските специалисти смятат избора на 305-мм оръдия за оптимален за въоръжение на своите дредноути.
Въпреки това се проследява световна тенденция към ръст на калибъра на главното въоръжение на линкорите. Започва да се появява информация за строителството в САЩ и Япония на кораби с 356-мм оръдия. В Германия разбират необходимостта от увеличаване на огневата мощ на своите дредноути. От края на 1910 г. започва търсене на съответното решение. Един от пътищата е увеличаването на броя на 305-мм оръдия до 13 – 15, което с оглед ограниченията по дължина на кораба води до необходимостта да се разработят триоръдейни кули. Вторият път е увеличаването на калибъра на оръдията. Той позволява да се използва отработената конструкция на двуоръдейната кула.
През ноември 1911 г. департаментът по въоръжения на Морското министерство провежда изследвания, показващи, че оптималният преход ще бъде към оръдия калибър 340-мм. Това би позволило да се използват вече готови технологични решения за оръдейните установки и конструкциите на корпусите и закрепванията на установките. Фирмата „Круп“, монополист в производството на голямокалибрени оръдия, през юли 1911 г., предлага собствена разработка за 340-мм оръдия. Но това предложение не намира отклик, тъй като морското министерство все още не е определило калибъра на бъдещите оръдия.
За приемане на решението за въоръжението на линейните кораби по програмата за 1913 г. морският министър Алфред фон Тирпиц, на 4 август 1911 г., издава разпореждане към департамента по въоръжения да се проведат сравнителни изследвания на варианти за бъдещите линкори с въоръжение от 35-, 38- и 40-см оръдия. Резултатите са разгледани на заседание на 1 септември. Обсъждането се свежда до избор между два варианта – пет двуоръдейни кули с оръдия 35 см или четири двуоръдейни кули с оръдия 40 см. Артилеристите, в лицето на началника на департамента по въоръжения, застават зад варианта на въоръжение от десет 350-мм оръдия. Те смятат, че такова оръдие ще обладава малко по-лоша бронепробиваемост, за сметка на това статистически десетте оръдия дават при съпоставима скорострелност с четвърт по-голяма вероятност за попадение. Корабостроителите, в лицето на главния конструктор на флота Г. Бюкнер, настояват за четирикуполния вариант с разполагане на по две кули в краищата на кораба, смятайки, че в петкуполния вариант „средната е тази, която винаги и навсякъде пречи“. Към това поставянето на пета кула добавя примерно 700 т водоизместимост на линкора.
Предложението на Тирпиц – да се използва схема с разполагането на десет оръдия линейно-терасовирно в четири кули – двете долни триоръдейни, а двете горни двуоръдейни – е отхвърлено. От една страна, използването на триоръдейни кули с по-голям барбет води до големи изрези в палубата и, съответно, отслабва надлъжните конструктивни свръзки на набора на корпуса. От друга страна, немските оръжейници се консултират с австро-унгарските си колеги при разработката на триоръдейните кули за дредноутите от типа „Вирибус Унитис“ и за това от първа ръка са запознати с проблемите в скоростта на подаване на снаряди към централното оръдие и нарастването на въртящия момент при изстрел.
Съвещанието от 24 септември също не води до решение, специалистите клонят към избор на 400-мм оръдия. В полза на този вариант има няколко съображения. Първо, разчетите показват, че именно в района на този калибър се намира оптимумът в съотношението цена/качество за линкора. При ръст на калибъра нагоре величината на зависимостта в настъпателната мощност от водоизместимостта и съответно стойността става нелинейна и цената на линкора започва да „пари“. Специалистите на Круп също смятат, че този калибър се явява пределен и за технологиите за скрепяване на стволовете с намотка, използвани от Британия. За това преходът към пределния калибър отведнъж ще доведе с една стъпка да се изпревари в състезанието Британия и да се продължи съревнованието само по отношение количеството на линкорите. Възражения има само от страна на Тирпиц, който смята, че изборът на такъв калибър за оръдията се диктува от политически съображения и че такъв скок се явява „изхвърляне, зад което ние не следва да се движим“, но обещава да доложи за избора на 40-см калибър на кайзера.
Срещата с кайзер Вилхелм II се състои по време на лов в края на септември. Предпроектът за дредноут с 40-см оръдия е обозначен с шифъра Dla. При водоизместимост от 28 250 т той носи, освен осемте 400-мм оръдия, четиринадесет 150-мм и десет 88-мм. Линкорът има дизел за икономичния ход и система за активно успокояване на люлеенето. Този проект е одобрен от кайзера, но за утвърждаването на проекта законодателно е необходимо да има счетоводна обосновка. За това са направени стойностни разчети за двата варианта. Линкорът с десет 350-см/45 оръдия има водоизместимост от 29 000 т и стойност около 59,7 милиона марки. За линкора с 400-мм оръдия водоизместимостта е още по-голяма, а стойността превишава 60 млн. В качество на алтернатива корабостроителният отдел подготвя междинен вариант с осем 38-см/45 оръдия. При водоизместимост от 28 100 т той ще има стойност около 57,5 млн. марки.
На доклад при кайзера от 6 януари 1912 г. Тирпиц, в присъствието на всички ръководители на департаменти в морското министерство обосновава, че вариантът с междинния калибър се явява компромисен. По негово мнение, преимуществата от последващия ръст на калибъра са неголеми и 38-см оръдие може да си остане в качеството на въоръжение на германските линкори даже тогава, когато другите страни преминат към оръдия с по-голям калибър. Интересно е, че това решение е прието още преди да се появи информацията за строителството в Британия на линкорите от типа „Куин Елизабет“ с 381-мм оръдия.
На 16 януари на съвещание в морското министерство са разгледани необходимите доработки на проекта Dla с оръдията 38-см/45, след което започва детайлното разработване на проекта. Следващото съвещание за линкорите по програмата за 1913 г. е на 13 юни 1912 г. Детайлните разчети показват, че надеждата за икономия, в сравнение с 40-см вариант, не се оправдават. Първо, стойността на самата артилерия нараства от 21,4 до 22 млн. марки. Второ, кулите се получават по-тежки и по-големи, отколкото се смята, и в крайна сметка сумарната водоизместимост нараства до 28 500 т.
Изискванията за икономии и неопределеността с дизела с исканата мощност водят до замяната му с турбоагрегат, което намалява стойността на кораба с 1,7 млн. марки. Също така проектната скорост е снижена от 22 до 21,5 възела, което икономисва 250 т натоварване. Немците смятат, че в Северно море дистанциите на боя ще бъдат средни, за това разчитат на използването и на 150-мм оръдия в боя на главните сили. Техният брой на новия линкор е доведен до 16. Още на стадий проект „противоминните“ 88-мм оръдия са заменени с осем зенитки от този калибър.
Схемата на брониране и конструктивната защита от подводни взривове почти без изменения е взета от предходния тип „Кьониг“. Благодарение на бързия прогрес в торпедното въоръжение през 1910-те години болшинството морски специалисти считат за задължително поставянето на такова въоръжение на линкорите. За това корабите от програмата за 1913 г. съхраняват същия брой торпедни апарати, каквото има на „Кьониг“, – пет, но това са вече за най-новите 600-мм торпеда, което води до увеличаване на размерите на съответстващите отсеци.
Главен конструктор на проекта е съветникът по въпросите на военноморското строителство („маринебаурат“), полковникът на гражданска служба А. Пех.

## Конструкция

### Корпус
Корабите от типа „Байерн“ имат развит полубак, заемащ 2/3 от дължината на корпуса. По сравнение с типа „Кьониг“ обводите в носовата част са по-пълни, за да може да се впишат кулите и погребите с по-големи размери и да се компенсира тяхното нараснало тегло. За това коефициентът на обща пълнота на корпуса се увеличава от 0,592 до 0,623. На „Байерн“ има стремеж височината на борда в средната част да се направи колкото е възможно по-малка, което е традиционно за германските капитални кораби от онова време. Това икономисва тегло в корпуса, увеличава устойчивостта за сметка на снижаването на височината на поставяне на кърмовите кули и намалява силуета на кораба. съответно и неговата забележимост. Височината на корпуса в района на мидъла при нормална водоизместимост съставлява само 4,1 м, издигайки се към кърмата до 4,6 м. При пълно натоварване тези величини намаляват до 3,44 и 3,94 м съответно. Форщевена има таранни очертания. В неговата долна част е разположен подводният носов торпеден апарат. Формата на кърмовата част повтаря „Кьониг“.
Системата на силовия набор на корпуса е смесена. Двойно дъно има по протежение на 88% от дължината на корпуса по водолинията – т.е. на дължина 152 м, 84,7% от общата дължина на корпуса. Самият корпус е разделен от водонепроницаеми прегради на 15 главни водонепроницаеми отсека (с номерация от кърмата към носа от I до XV) и има пет палуби. Това са палубата на полубака, горна, средна, долна палуби и долна платформа. Долната палуба е главната бронирана. Нейният настил има стикови и пазови планки с дебелина 20 мм с три реда нитове. Настилът на полубака се състои от два слоя. Листовете на тези слоеве са насложени един на друг, така че всеки слой да служи за стиковка и пазова планка спрямо другия. Отдолу е поставена подложка с дебелина 20 мм, която с помощта на девет реда нитове се крепи към палубния настил. Всички нитове са вбити, което сумарно дава икономия в тегло до 100 т за целия корпус. Отличителна конструкционна особеност на тези линкори се явява отсъствието на бимсове под главната бронева палуба.
Надлъжните прегради са четири. Двете външни съставят системата за противоторпедната защита, а двете вътрешни делят котелните и машинните отделения на по-малки водонепроницаеми отсеци. Преминаващите през котелните отделения надлъжни прегради са снабдени с водонепроницаеми гърловини-шлюзове за подаването на въглища. Такива гърловини имат всички без една напречни прегради в района на въглищните ями. Освен това, от 14 водонепроницаеми прегради в 10 има водонепроницаеми гърловини за достъп към отсеците. По един шлюз се намира между носовите и кърмовите погреби на главния калибър. Всички три носови машинни отделения са свързани с шлюз към съответстващото кърмово отделение. Също шлюзове имат в надлъжните прегради, разделящи котелните отделения.
Традиционно за немското корабостроене номерацията на шпангоутите върви от кърмата към носа. Стъпката на шпацията е 600 мм. Височината на двойното дъно – 1200 мм. Съединяването на стрингерите към флоровете и шпангоутите и към листовете на обшивката е направено с помощта на ъгълчета. Листовете на обшивка се крепят наложено. Всички съединения са направени с нитове. В средната част на корпуса двойното дъно има четири докови кила и конструктивно включва в себе си кил и по 8 стрингера по всяка страна. Килът и стрингерите са направени от листове с дебелина 8 – 9 мм. II, VI и VIII са непрекъснати и водонепроницаеми, останалите стрингери и килове са разрязани от флоровете. Стрингери II и VI продължават нагоре в надлъжните водонепроницаеми прегради. VIII стрингер затваря двойното дъно и образува долния лист на надлъжната преграда на бордовия кофердам. VII стрингер върви само от 16 до 59 и от 98 до 131 шпангоут. Двойното дъно в централната част на корпуса има олекотена конструкция – стъпката на флора съставлява 1200 мм. Флоровете са направени от листове с дебелина 9 мм. Проницаемите флорове имат олекотяващи изрези с размер 500×800 мм.
Шпангоутите в средната част вървят със стъпка 600 мм и имат форма на кутия. По краищата конструкцията на набора се променя. Вътрешното дъно върви до 141 шпангоут, изкачвайки се с краищата до нивото на платформата. Килът в носовата част служи за поддържането на кораба при докуване и има усилена конструкция – хоризонтален лист с отвори за намаляване на теглото и с помощта на ъгълчета присъединени към него два вертикални листа. Тези листове и ъгълчетата от 106 до 141 шпангоут, за разлика от средната част, са неразрязани, прерязвайки флоровете. В носовия край продължават само I и VI стрингери, достигайки до 141 шпангоут. VII стрингер достига до 137 шпангоут. Шпангоутите имат същата конструкция, както и в средната част. Наборът в кърмовата част е аналогичен на набора на носовия край.
| Разпределение на тегловото натоварване на линкора „Байерн“ | Разпределение на тегловото натоварване на линкора „Байерн“ | Разпределение на тегловото натоварване на линкора „Байерн“ |
| Дял                                                        | в тона                                                     | в %                                                        |
| ---------------------------------------------------------- | ---------------------------------------------------------- | ---------------------------------------------------------- |
| Корпус                                                     | 8436                                                       | 29,59                                                      |
| Брониране                                                  | 11 610                                                     | 40,73                                                      |
| Машини                                                     | 2029                                                       | 7,12                                                       |
| Спомагателни механизми                                     | 629                                                        | 2,21                                                       |
| Въоръжение                                                 | 3773                                                       | 13,24                                                      |
| Оборудване                                                 | 1000                                                       | 3,5                                                        |
| Запас гориво                                               | 1029                                                       | 3,61                                                       |
| Нормална водоизместимост                                   | 28 506                                                     | 100                                                        |

Прожекторното оборудване на „Байерн“ се състои от осем 110-сантиметрови 120-амперни бойни прожектора. Те се намират в две групи – по четири на две нива, на площадки на фокмачтата и на специалната прожекторна платформа зад кърмовия комин. Всичките прожектори имат дистанционно задвижване и могат да се управляват от постове на носовия и кърмовия мостици. За да се предпазят прожекторите по време на дневен бой, те могат да се спускат надолу под бронята с помощта на четири специални шлюпбалки – по една за два прожектора. Освен тях също има авариен прожектор на площадката на фокмачтата под бойния марс и два неголеми сигнални прожектори на ходовия мостик.
Спомагателни системи
Водоотливната система на „Байерн“ е разбита на пет автономни групи. Водоотливните средства на всяка група се съединяват помежду си с къси тръбопроводи, основно напречно на кораба. Носовата и кърмовата групи са съединени с отсеците на носовия и кърмовия край, които нямат водоотливни средства. В качеството на водоизпомпващи средства се използват главните циркулационни помпи и специализирани помпи. Основната магистрала е направена от тръби с диаметър 350 мм. Спомагателните магистрали са направени от тръби с диаметър 120 и 140 мм. При аварийна необходимост се използват също и четири преносими електропомпи и четири ръчни помпи.
За наводняването на бордовите отсеци в системата за наводняване се използват дънни кингстони с диаметър 533 мм, задвижвани от хидромагистралите с управление от централния пост. Те също могат да бъдат отваряни и ръчно. За наводняване на вътрешните отсеци са предвидени специални междинни клапани. Използването на кингстоните улеснява контранаводняването – крен от 5° може да се отстрани за 15 минути.
За аварийно наводняване на погребите има две отделни установки, с обща производителност по 3600 т/час. Кърмовата установка, освен кулите на главния калибър, се използва и за наводняването на погребите в средната част на кораба. Наводняването на погребите до нивото на горните стелажи става за 4 – 5 минути. Пожарната магистрала е изпълнена от тръби с диаметър 140 мм в средната част и 120 и 70 мм по краищата.
За погребите на боезапаса и складовете за провизии е създадена специална система за изкуствено охлаждане. За вентилацията е предвидена изкуствено подаване на въздух и естествена вентилация за жилищните помещения, помещенията на броневата палуба, погребите за боезапаса, торпедните отделения, тунела на средния гребен вал и коридорите на тръбопроводите. Естествената проточна и изкуствената изтегляща вентилация се използва за умивалните, галюните, камбузите, сушилните, въглищните ями, казематите на 150-мм оръдия, тунелите на бордовите гребни валове и складовете. Изкуствената приточна и изтегляща вентилация има в отсеците на спомагателните механизми, долната бойна рубка, транслаторната станция, лазарета и жилищните помещения на средната и долната палуби.
Рулево устройство
Линкорите от тип „Байерн“ имат два паралелни балансирни руля с площ на перото по 38,36 м². Рулите са поставени под ъгъл от 6° към диаметралната плоскост. За управление на рулите са поставени две двуцилиндрови парни рулеви машини. Всяка е разположена в свой отсек зад отделенията на кърмовите торпедни апарати. Рулевата машина се съединява към своя рул посредством червячна предавка. В случай на излизане от строя на едната рулева машина има възможност за управление на руля с помощта на съседната. Рулевите машини посредством механична връзка се управляват от щурвалите на ходовия мостик, от носовата и кърмовата бойни рубки и от отсека на самата рулева машина. Освен това за аварийно управление в помещенията между рулевите машини и рулевата трансмисия има ръчни щурвали.
Според разчетите преместването на рулите от средно в крайно положение (35°) на пълен ход от 21 възела отнема 15 сек. Диаметърът на циркулация при пълен завой съставлява 320 м или около 1,8 от дължината на корпуса.
Надстройки и рангоут
За радиостанцията с далечен обхват е необходима антена с голяма дължина. Разстоянието между двете класически мачти е прекалено малко. За това на линкора е оставена само фокмачтата, но нейната височина е увеличена. Заедно със заоблената стенга пълната височина на фокмачтата от нивото на КВЛ съставлява 66 м. На фокмачтата е взето решение да има коректировъчен пост. За това тя е направена тринога, както е при британските дредноути. Наистина за разлика от британската практика този пост е резервен и управлението към него се пренася в случай на излизане от строя или лоши условия за видимост на основните постове в носовата и кърмовата бойни рубки.
Коректировъчният пост на формарса има височина 2 м и е затворен от всички страни с броня с дебелина 25 мм. В стените са направени наблюдателни отвори. Постът е оборудван с далекомер с база 2,8 м и с четири указателя за дистанцията. Откритата площадка под коректировъчния пост се използва за наблюдение. През 1917 г. на нея е направен пост за торпедното въоръжение, също затворен отвсякъде и оборудван с наблюдателници. Освен получилия се двуетажен пост, на фокмачтата има площадки за прожекторите и преносимото оборудване – далекомери, визьори и т.н.
Като замяна на гротмачтата на кърмовия прожекторен мостик има две наклонени краспици с дължина по 7,5 м за антените и оптичните средства за свръзка (ходовите балони и рулевите конуси). Гафелът (само при „Байерн“) се крепи към долния кърмови прожекторен мостик. На практика това устройство е оценено като неудачно и гафелът е пренесен на монтираната отзад на кърмовия прожекторен мостик 31-м гротмачта, прътевиден тип.
Като цяло разположението на мостиците е стандартно за германските дредноути. Разлики се наблюдават само на „Баден“, който изначално е планиран да се използва като флагмански кораб, за това при него има закрит адмиралски мостик. Ходовият мостик е разположен не много удачно и е постоянно одумван. При пускане и вдигане на котва ходовият мостик е оборудван с подвижни 7-метрови конзоли.
Котвено устройство
Линкорите от тип „Байерн“ са снабдени с две носови стационарни котви с маса по 8380 кг в клюзове по една на всеки борд. Още една такава резервна котва е разположена по левия борд в клюз веднага след основната котва. На кърмата е разположен 4-тонен верп. Общата дължина на котвените вериги калибър 75 мм съставлява 525 м, а тяхното тегло е 66 740 кг. Подемът на основните котви се осъществява от сдвоена шпилова машина вертикален тип. Главите на шпилите се задвижват посредством червячна предавка. Управлението на шпиловата машина се осъществява или от нейния отсек, или направо от палубата.
Лодки
Отсъствието на централна кула, каквато има на предходните дредноути, облекчава разполагането на лодките. Наистина част от тях все пак се намират в зоната на действие на дулните газове на третата кула на главния калибър. Общото тегло на лодките, горивото за тях и принадлежностите съставлява 58,8 т. За качването и спуска на вода на лодките по всеки борд има разположена полумачта със стрела. Завъртането на стрелата е ръчно, а качването на лодките е с помощта на разположени на батарейната палуба електрически лебедки. Те могат да вдигнат товар с тегло до 13 т със скорост 20 м/мин. За бързо спускане на вода на спасителните лодки по всеки борд има двойка подвижни шлюпбалки, с разположение на отстъпа на полубака. Тяхната конструкция предвижда повдигането на лодките над нивото на батарейната палуба, за да има възможност да се води огън със 150-мм оръдия. Освен това на бордовете на кулите на главния калибър вертикално са разположени спасителните балсови салове.
| Лодки и катери на линкорите от типа „Байерн“ | Лодки и катери на линкорите от типа „Байерн“ | Лодки и катери на линкорите от типа „Байерн“ | Лодки и катери на линкорите от типа „Байерн“ |
| Вид лодка                                    | Дължина, м                                   | Маса (с горивото), кг                        | Брой                                         |
| -------------------------------------------- | -------------------------------------------- | -------------------------------------------- | -------------------------------------------- |
| Моторен катер                                | 15,2                                         | 10 900                                       | 1                                            |
| Моторен катер (адмиралски)                   | 14,5                                         | 10 900                                       | 1                                            |
| Моторен катер (адмиралски)                   | 13                                           | 7433                                         | 1                                            |
| Парен катер                                  | 10                                           | 7236                                         | 1                                            |
| Баркас                                       | 14                                           | 5600                                         | 2                                            |
| Катер с шверт                                | 10                                           | 2800                                         | 2                                            |
| Ял                                           | 6                                            | 995                                          | 1                                            |
| Усиленен ял                                  | 6                                            | 1045                                         | 1                                            |
| Моторен катер                                | 7,6                                          | 1685                                         | 1                                            |
| Сглобяема лодка                              | 4,5                                          | 235                                          | 1                                            |
| Понтон                                       |                                              | 375                                          | 1                                            |

Екипаж
За сметка на възможността да се оборудва обширна централна надстройка в нея са пренесени каютите на офицерите и командира. В проекта на „Баден“ са предвидени допълнителни помещения за адмирала и свитата му. Наистина това е направено основно за сметка на влошаване на условията за обитание на останалия екипаж. Изследващите „Баден“ британски морски специалисти отбелязват прекалено тесните според британските мерки кубрици за матросите и каютите на офицерите, положително е оценена само адмиралската каюта с площ 60 м².
Числеността на екипажа в мирно време е определена на 1158 души, в т.ч. 32 офицера, 4 фенриха (кандидат офицер, мичман), 33 палубни офицера (кондуктора), 1083 подофицера и матроса, 3 кока и 3 бюфетчика. Във военно време към тях се добавят 5% резерв и мобилизационно попълнение, така че екипажът се увеличава до 1276 души. На „Баден“ с оглед адмирала и неговия щаб екипажа съставлява 1393 души.

### Брониране
Системата на броневата защита като цяло повтаря „Кьониг“. Главният пояс се състои от вертикални плочи круповска цементирана броня с 350-мм дебелина и върви от носовата до кърмовата траверсна преграда, заемайки 58% от дължината на кораба. По височина е от средната палуба до 1,7 м под конструктивната водолиния (КВЛ), с обща височина 3720 мм. Долната част на пояса върви със скос с дебелина 170 мм. За разлика от общоприетата схема главният пояс с долната си част не се опира в скоса на палубата, защото немците смятат, че такава конструкция е концентратор на напрежения. Плочите се крепят само от броневите болтове, а между себе си се съединяват чрез шпонки с кръгло сечение. На същата дължина както и главният, над него се намира горният пояс с дебелина от 250 мм. Образуващите го плочи са необикновено голям размер – 2,1×7,2 м – и добре напаснати една към друга. Двата пояса се ограничават от вертикални траверси с дебелина 200 мм. Между средната и долната палуби, на участъка между броневите прегради, траверсите се увеличават по дебелина до 300 мм.
В носовата част главният пояс продължава в пояс, стигащ до 131 шпангоут и от плочи с дебелина 200 мм, а след това 150 мм до 137 шпангоут. По височина той се изкачва на 330 мм над средната палуба, а долната, подводна част е със скос, намаляваща по дебелина до 130 мм на нивото 1,67 м под КВЛ. От 137 шпангоут и до форщевена на дължина 14 м е само обикновената обшивка на борда с дебелина 30 мм. По 137 шпангоут има траверса с дебелина 140 мм.
В кърмовата част по височина до средната палуба има 200-мм пояс, със скос до 150 мм по долния му ръб. При ахтерхщевена се ограничава от наклонена 170-мм траверса. Батареята е защитена от 170-мм плочи. По цялата височина от броневата палуба на нивото на броневата противоторпедна преграда (ПТП) върви 30-мм противоосколъчна преграда. ПТП с дебелина от 50 мм се изкачва на 0,8 м над броневата палуба, за това на това място сумарната дебелина на преградите съставлява 80 мм.
Хоризонталното брониране върви по три палуби. Настилът на полубака от първата до третата кула на главния калибър има дебелина от 40 мм. При борда над казематите за 150-мм оръдия дебелината на тази палуба намалява до 30 мм. Горната палуба, от носовия до кърмовия траверс, има настилка, дебелината на която също съставлява 30 мм. Основната бронирана палуба се намира на нивото на долната само след носовия траверс спускайки се на 1,47 м под КВЛ и е бронирана по цялата си дължина. Носовият участък е плосък и има дебелина от 60 мм. В пределите на цитаделата тя върви със скосове, имайки по двата участъка дебелина от 30 мм. В кърмата палубата има дебелина от 60 мм, със скосове, които имат същата дебелина. След това дебелината на палубата се увеличава до 100 мм, издигайки се във вид на черупка над румпелното отделение с брониране с дебелина от 120 мм.
Барбетите I, II и III на кулите на ГК над палубата на полубака, а IV над нивото на горната палуба са с постоянна дебелина от 350 мм. Барбетите на носовата и кърмовата кули малко излизат зад съответстващите траверси и имат на това място дебелина от 350 мм, фактически явявайки се съставна част от траверса. Вътрешните части на барбетите I, II и III на кулите на ГК между палубата на полубака и горната имат дебелина от 170 мм. Вътрешните части на барбетите на I и II кула от горната до средната палуби имат дебелина от 80 мм, спускайки се до долната палуба с плочи с дебелина 25 мм. Барбетът на III кула, между горната и средната палуби, върви на три участъка с дебелина 170 – 25 мм, а между средната и долната на два участъка със 115 и 25-мм дебелина. Барбетът на кула IV под горната палуба има дебелина от 200 мм, спускайки се под средната палуба с плочи със 115-мм дебелина. Такова брониране на „части“ на барбетите трябва да намали разхода на броня при запазване на едно общо ниво на защита.
Кулите имат дебелина на челната плоча от 350 мм, бордове с дебелина 250 мм и тил от 290 мм. Покривът има скосове отпред и отстрани. Нейната плоска част има дебелина от 100 мм. Предната наклонена под ъгъл 30° плоча има дебелина 200 мм. Бордовите 120-мм скосове на покрива са поставени под ъгъл 25°.
Носовата – основна – бойна рубка има традиционната за германския флот сложна, близка към коническата форма, с наклон на стените от 10° по диаметралната плоскост и 6 – 8° по траверса. Ширината на рубката по покрива е около 5 м. Благодарение на намалената ширина на комините това дава нелош обзор не само напред, но и назад. Покривът на рубката има дебелина 150 мм. Стените на горното ниво на рубката имат дебелина 350 мм. Средният етаж, с резервните прибори, е брониран с плочи с дебелина от 250 мм. Долното ниво е цилиндрично със стени с 200-мм дебелина. Комуникационната тръба в централния пост е с квадратно сечение със страна от 1 метър и има дебелина на стените 70 мм над полубака (вътре в третия етаж на надстройката) и 100 мм над него. Кърмовата бойна рубка има 170-мм стени и 80-мм покрив. Нейната комуникационна шахта има 180-мм стени до нивото на полубака и 80-мм стени под него.
Плочите на барбетите и бойните рубки се съединяват помежду си с вертикални шпонки с кръгло сечение и имат тилна вертикална подложка с дебелина 50 мм. Бронята на барбетите към елементите на набора на корпуса не е закрепена.
Вътре в каземата 150-мм оръдия се отделят едно от друго от напречни прегради с дебелина 20 мм. Димоходите в палубите на полубака и долната палуба са защитени от съставни решетки, набрани от пръти с дебелина 40 мм. Височината на решетката съставлява 140 мм, а разстоянието между осите е 90 мм. Те са поставени паралелно на диаметралната плоскост на кораба. На много места паралелно на линиите на шпангоутите е поставена втора такава решетка.
Общото тегло на бронята достига 11410 т или 40,4% от нормалната водоизместимост.

### Конструктивна подводна защита
Германските корабостроители традиционно отделят много внимание на конструктивната подводна защита на своите дредноути. При „Байерн“ тази система е най-съвършената. Надлъжно, по цялата дължина на цитаделата, са разположени отсеците на противоторпедната защита. Първи е празен отсек, представляващ камера за разширение. Неговата задача е да даде възможност за разширение на газообразните продукти на взрива, снижавайки натоварването върху намиращите се след това конструкции. Ширината на този отсек при мидъла съставлява 2,1 м. Външният борд на това място се състои от листове корабостроителна стомана с дебелина 12 и 14 мм, нитовани застъпено. Бордът се опира на страничните разклонения на шпангоутите, представляващи скеле от швелери с височина 240 мм. За разлика от корабите на другите страни, в конструкциите на които има двоен борд, на германския линкор той отсъства. Разработчиците го смятат за безполезен, тъй като той също ще бъде унищожен от взрива, без да допринесе някаква полза. Преградата, ограничаваща от вътрешната страна този отсек, е водонепроницаема, направена от листове корабостроителна стомана с дебелина 8 мм и по височина върви от двойното дъно до скоса на бронираната (долна) палуба.
Зад камерата за разширение е направена камерата за поглъщане. На теория само камерата за разширение може да погаси енергията на газовете за сметка на тяхното разширяване самостоятелно, но тогава нейната ширина трябва да бъде 10 – 14 м. За това задачата на камерата за поглъщане е последващото отнемане на енергия от взрива, а затварящата тази камера бронева противоторпедна преграда с дебелина 50 мм поема остатъчната енергия на взрива. Максималната ширина на камерата за поглъщане съставлява 1,85 м. В качеството на уплътнител за поглъщането на енергията от взрива се използват въглища, за това като камера за поглъщане се използва също и долният въглищен бункер. Освен това, че въглищата превъзходно поглъщат енергията на подводния взрив, те служат и като нелоша защита от гмуркащите се снаряди. Според британските разчети, 0,9 м въглища като защита от снаряди са еквивалентни на броня с дебелина 25 мм. Неприятен момент при използването им е това, че защитата работи само тогава, когато те са налични в камерите. За това въглищата в бордовите ями се изразходва най-накрая. Към това котелните ями в района на машинните отделения и бордовите кули нямат пряк достъп към котелните отделения, и въглищата от тях следва отначало през гърловините да се качат в горната въглищна яма и вече оттам по хоризонталната монорелса да се подадат към котелното отделение. Това е много неудобно, за това и въглищата от тези ями гледат да не се изразходват.
С оглед доброто разделение на водонепроницаемите отсеци и отработената организация на борбата за живучест защитата от подводни взривове при „Байерн“ се оценява много високо. И тя обаче си има „ахилесова пета“ – носовите и кърмовите бордови торпедни апарати. Техните отделения се намират извън системата на ПТП в големи отсеци, които просто е невъзможно да се разбият на по-малки. Ударът на „Байерн“ в мина през 1917 г. показва уязвимостта на тази конструкция, и носовите торпедни апарати са демонтирани, а техният отсек е разбит с прегради на няколко по-малки.

### Енергетична установка
Дълго време германските инженери имат идеята да поставят дизел за икономичния ход на линкор. Опитите датират по-рано на един от дредноутите на типа „Кайзер“ – „SMS Prinzregent Luitpold“ – и на два „Кьонига“ – „SMS Markgraf“ и „SMS Grosser Kurfürst“. За това е нужна тривална установка със задвижване на средния вал от дизел. Дизел е планирано да се постави и на типа „Байерн“, за това новите дредноути също получават тривалова установка. Но, както и в случая с „Принц-регент Луитполд“, дизелът с необходимата агрегатна мощност не е създаден навреме, за това тази установка е планирана само за третия кораб от серията – „Саксен“. На първите кораби от типа „Байерн“ дизелът е заменен с парна турбина.
При липсата на дизел всеки от трите вала на главната енергетична установка на линкорите от типа „Байерн“ има пряко задвижване от индивидуален комплект турбини на Парсънс. Във всеки комплект влиза турбина за високо и ниско налягане. Последната е съединена с турбината за обратен ход. Всеки комплект е отделен от другия с надлъжна преграда, а между турбините за високо и ниско налягане има още една напречна преграда. Така, главната силова установка заема шест отсека. Общата контрактна мощност на трите агрегата е 35 000 к.с. (26,1 МВ) към валовете при 265 об/мин, а на турбините за заден ход – 15 600 к.с. (11,63 МВт) при 205 об/мин. На корабите от втората серия проектната мощност е увеличена до 48000 к.с. (35,79 МВт) на „Вюртемберг“ и до 55 000 к.с. (40,27 МВт) на „Саксен“. Проектната скорост според различните източници е 21 или 22 възела.
Във всеки кърмов отсек заедно с турбината за ниско налягане има по един главен хладилник, циркулационна и въздушна помпи. На крайцерските скорости парата отначало се подава на средната турбина за високо налягане, а след това към бордовите турбини за високо и ниско налягане и съответните степени за разширение, поставени зад активните колела. Всички винтове са трилопастни и имат диаметър 3,88 м. Бордовите гребни винтове имат стъпка 3,65 м и се въртят навън. Средният винт има стъпка 3,5 м и лява посока на въртене – такова, както е при винта по левия борд.
Котелната установка се състои от 14 водотръбни парни котли „военноморски тип“ – система „Шулц-Торникрофт“ с тръбички с малък диаметър и работно налягане 16 кг/см². Котлите са разбити на две групи – носова и кърмова. Вътре групите, от надлъжни и напречни прегради, в отделението са разбити на котелни за 1 – 2 котела. Трите първи котела в носовата група имат нефтено отопление и са снабдени с един голям инжектор. Останалите котли имат смесено въглищно-нефтено отопление и могат да работят както на единия от видовете гориво, така и едновременно на двата.
На „Саксен“ на средния вал трябва да има дизел с номинална мощност 10 000 к.с. (7,46 Мвт) и форсажна от 12 000 к.с. (8,95 МВт). Количеството на котлите при това е съкратено до девет.
Отводът на димните газове става през два комина с височина 24 м над конструктивната водолиния. Примерно до половината от височината на комина над надстройката е поставен кожух. В процеса на експлоатацията на „Байерн“ височината на кожуха на предния комин е повишена с 1,5 м, а на „Баден“ това е направено още при дострояването.
В състава на спомагателните устройства влизат две опреснителни установки с производителност по 150 т вода на денонощие. За подаването на въздух в котелните отделения са поставени 14 турбовентилатора. Преди подаването на водата в котела тя се подгрява до „мокра пара“ в специален нагревател, разположен във всяко котелно. Между средните и кърмовите котелни отделения са поставени два спомагателни хладилника в два отделни отсека. Те са предназначени за охлаждането на парата от спомагателните машини.
Електрооборудване
За изработката на електрически ток има четири турбогенератора за постоянен ток с напрежение 220 В и мощност по 400 кВт. В качеството на спомагателни са поставени два дизел-генератора. В състава на всеки от дизел-генераторите има дизел с мощност 400 к.с. (298,3 КВт) и динамо-машина с мощност 300 кВт.
На всеки отсек с динамо-машини има разпределително табло, към което може да тече енергията от всички генератори. Електрическата верига на кораба е разделена на четири подвериги – носова и кърмова, по десния и левия борд. Всяка верига може да се захранва от всяко едно от таблата.
За захранване с променлив ток (рулевите указатели, машинните и рулевите телеграфи) има четири генератора за променлив ток с напрежение 50 В. За работата на корабната радиостанция има два отделни преобразувателя на постоянен ток в променлив.
Гориво
Общата вместимост на въглищните ями на „Байерн“ съставлява 3560 т, от които в бордовите ями под броневата палуба се приемат 1740 т, в горните ями извън надлъжните прегради 1020 т и 800 т в горните ями зад надлъжната преграда.
Изразходването на горивото, поради поддържането на защитните свойства, отначало се води от горните ями зад преградите, след това от горните външни ями и едва тогава от бордовите. Примерно 70% от долните бордовите ями, с обща вместимост 1200 т, се намират в района на турбинните отделения и погребите за боезапаса. За предаването на горивото от горните бордови ями в района на котелните отделения е монтиран окачена монорелса, а в преградите са монтирани специални врати. Подаването на въглища от долните бордови ями е затруднена, и на практика за него се стараят да не се изразходва.
Вместимостта на нефтените цистерни на „Байерн“ съставлява 620 т нефт. Тези цистерни фактически представляват отсеци от двойното дъно. За поддържане на текучестта на нефта те се подгряват с помощта на серпентини, през които се пропуска пара под налягане 2 атм..
На линкора „Саксен“ запасът гориво трябва да бъде 3200 т въглища и 1700 т нефт. За сметка на използването на дизел далечината на плаване трябва да бъде 7000 мили при скорост от 12 възела.

### Въоръжение
Главният калибър на линкорите от тип „Байерн“ съставлява осем 380-мм оръдия 38 cm L/45 Sk с дължина на ствола 45 калибра, разположени по линейно-терасовидната схема в четири двуоръдейни кули. Такава схема на разполагане на въоръжението обладава няколко преимущества. Първо, няма бордови кули, затрудняващи създаването на система за противоторпедна защита с необходимата дълбочина. Второ, осигурява стрелба на половината артилерия в носовия и кърмовия сектори. Трето, системата за подаване при двуоръдейните кули е по-опростена по конструкция, отколкото на триоръдейните кули, а четирите снаряда в полузалпа са оптималния брой за управлението на артилерийската стрелба. Артилерийските установки на главния калибър традиционно се именуват в германския флот с първите букви на немската азбука – A („Anton“), В („Berta“), С („Cäsar“) и D („Dora“).
Новото 380-мм оръдие има обозначение С/13, т.е. „образец 1913 година“. Традиционно за германските морски оръдия то има укрепване с цилиндри и клинов хоризонтално-призматичен затвор. Оръдието се състои от вътрешна нарезна тръба, три реда скрепяващи цилиндра над нея и кожуха. Теглото на оръдието със затвора е равно на 76,2 т. За сравнение теглото на британското 381-мм 42-калибрено оръдие Mk-I със затвора е 101,6 т. При това германското оръдие обладава малко по-голяма дулна енергия – 244,6 МДж против 237,87 МДж. Оръдието има 100 нареза с постоянна извивка от един оборот на 30 калибра. Дълбочината на нареза е 3,8 мм при ширина от 5,74 мм. Ширината на полето на нарезите е 6,2 мм.
Германското 380-мм оръдие е направено според системата „лек снаряд, висока начална скорост“, за сметка на което има по-настилна траектория, отколкото британската схема с тежък снаряд и умерена скорост. Германските инженери считат настилната траектория за по-подходяща в средните дистанции на боя, които са най-вероятни за метеорологичните условия на Северно море, в което германският флот ще се сражава с британския. В боезапаса влизат бронебойни и фугасни снаряди. Масата на снаряда е 750 кг, а началната му скорост 800 м/сек. Дължината на бронебойния снаряд съставлява 3,5 калибра, а на фугасния – 4,2. Масата на взривното вещество в бронебойния снаряд е 23,5 кг (3% от общата маса на снаряда), във фугасния – 67,1 (9%). Бронебойният снаряд има меко бронебойно калпаче и балистичен месингов наконечник с радиус на оживалото от 4 калибра (4 CRH). Фугасният снаряд, както и бронебойният, е снабден с дънен взривател. По конструкция той е аналогичен на 305-мм фугасен снаряд, който по своите характеристики може да се отнесе към полубронебойните без бронебойно калпаче. Щатният боезапас съставлява по 90 снаряда на ствол – 60 бронебойни и 30 фугасни.
Зарядът барут се състои от две части барут RPC/12. Основният заряд в месингова гилза тежи 87 кг. Самата гилза тежи 59 кг и е задължителна за нормалната обтурация поради избора на клиновия затвор. Допълнителният заряд се намира в копринен картуз и тежи 96 кг. Запалната тръбичка в гилзата се завинтва непосредствено преди стрелбата.
Оръдието е поставено в люлка от лята стомана и се закрива отпред със 100-мм щит за прикриване на амбразурата. Откатът при изстрела се поема от пневматичен накатник и хидравличен спирач на отката с глицеринов напълнител. Механизмът на вертикалното насочване използва ковани зъбни сектори, закрепени с болтове към опорен барабан. Общата маса на люлеещата се част е 105 т. Всяка артилерийска установка се състои от въртяща се част (въртяща се платформа с поставената в нея на цапфите люлка с оръдието) и фиксиран барабан с височина от погона на кулата до пода на снарядния погреб. Оръдейният стол се върти на лагерен погон със 144 топчета и диаметър 165 мм.
На „Байерн“ и „Баден“ оръдията стоят в куполните установки Drhl.C/13. Установките осигуряват ъгъл на снижаване −8° и ъгъл на възвишение +16°. След Ютландското сражение ъглите са променени на −5° и +20° съответно. При ъгъл на възвишение от 16° се осигурява далечина на стрелбата 20 400 м, при 20° – 23 200 м. На втората двойка линкори са поставени по-съвършените Drhl.C/14, при които ъгълът на възвишение на оръдията изначално съставлява 20°. Конструктивно новите кули се отличават от предшестващите, разчетени за 305-мм оръдия. Линиите на подаването на боезапаса са изведени не зад оръдията, а между тях, което повлича след себе си увеличаване на разстоянието между оръдията от 2700 до 3700 мм. На теория това осигурява по-добра защита на зарядниците. Освен това няма вече междинно претоваръчно отделение като такова – боезапасът се подава направо от претоваръчните отделения на нивото на погребите. Под бойното отделение се намира платформата с електромоторите за хоризонталното насочване и подаване, хидравличните механизми за вертикалното насочване, всички хидравлични трансформиращи устройства и механизмите на зарядника. Следва да се отбележи, че за първи път на немски установки частично се използва хидравлика за механизмите за вертикално насочване, прибойниците на оръдията, отварянето и затварянето на затвора, зарядниците и зарядните столове. Електрически остават хоризонталното насочване и самото подаване. За разлика от британската схема всички хидротрансформиращи помпи се намират вътре в барбета на това подкуполно отделение. Има два електродвигателя за хоризонталното насочване – главен и спомагателен. Първият, с мощност 60 к.с. (44,7 КВт), се захранва от мотор-генератор с мощност 90 кВт по схемата на Уорд Леонард. Всяка кула може да се захранва от произволен от двата генератора, намиращи се в различни помещения. Спомагателният шунтов електродвигател с мощност 8,4 к.с. (6,3 КВт) се захранва от главната или спомагателната корабна електромрежа. Налягането в хидросистемата се изработва от две триплунжерни помпи със задвижване на всяка от шунтов електродвигател с мощност 150 к.с. (111,9 КВт). Всички куполни механизми имат резервно ръчно задвижване.
Интересна особеност е наличието на спомагателно претоваръчно отделение за 12 снаряда – по шест на оръдие. Те могат да се подават ръчно към оръдието със специален зарядник. Запълването на снарядите в това отделение може да се осъществява само предварително при определен ъгъл на завъртане на кулата.
Подаването и зареждането става в следната последователност. Двата изстрела, във всеки със снаряд и два полузаряда в хоризонтално положение на триетажна беседка (снаряда под зарядите), се вдигат по двете подаващи тръби всеки към своето оръдие. Спомагателен прибойник избутва боеприпасите на зарядната маса, на която се закрепват в специални полукръгли кронщейни. Зарядната маса се премества хоризонтално към казенната част на оръдието с отворен затвор. Снарядът и полузарядите последователно се спускат до съвпадането на техните оси с оста на оръдието и се добутват от главния прибойник в оръдието. Зарядната маса се връща в изходно положение, затворът се затваря и оръдието е готово за изстрела. След него затворът се отваря и гилзата автоматично се избутва от камерата в окачено под оръдието отделно легло. След връщането на зарядната маса в изходно положение гилзата изпада от кулата през специален отвор. Използваните гилзи се събират и предават след това за повторна употреба. Зареждането на оръдията става при постоянен ъгъл от +2,5°. Благодарение на клиновия затвор и междинната зарядна маса се осигурява висок темп на стрелбата – 26 секунди за изстрел.
Като опора на въртящата се част на кулата служи неподвижен барабан, който има форма на осмостен. Неговите четни стени са фрагменти на описана дъга, а останалите са части от права. Барабанът е направен от листове с дебелина 25 мм в два слоя. Той е усилен от ребра с височина 200 мм и дебелина 10 мм на разстояние едно от друго 980 мм. Стоманеният настил на горната палуба прорязва бронята на барбетите и е закрепен към този барабан при I, II и III кули. На кула IV настилът под куполния погоном излиза навън и е закрепен към барбетната броня. Като опора за барабана на нивото на средната палуба служат напречните и надлъжните прегради, поставени върху настила на двойното дъно.
Снарядите са складирани в погребите хоризонтално на специални стелажи, напречно на кораба. В претоваръчното помещение около подаващата тръба също се съхраняват снаряди. През погребите преминават тръби за охлаждане, а самите погреби са оборудвани със спринклерна система за наводняване с подаване на вода над стелажите и транспортните легла. Зареждането на снарядите в погребите става със специално устройство с електрическо задвижване. Устройството с вертикално поставения в него снаряд се спуска от палубата в погреба, застава в хоризонтално положение и се разтоварва. Оглеждащите „Баден“ британци признават, че конструкцията е оригинална и работи добре, но я оценяват като прекалено сложна и заемаща много място.
Заряди също се съхраняват около подаващата тръба и се предават към нея. Конструкцията не е защищена от проникване на фронт на пламък навътре при отварянето на подаващата тръба на крилата на вратичките. По външния периметър на централното помещение също има допълнителни погреби, за подаването на заряди от които вратите към тях трябва да са отворени. Независимо от солидното им тегло, преместването на зарядите се осъществява ръчно, с използването на специално разработени приспособления. Както и снарядните, зарядните погреби са снабдени със система за охлаждане и наводняване.
Противоминната артилерия се състои от 16 150-мм оръдия SK L/45 С/06, т.е. 45-калибрени образец 1906 г. Оръдията, както и на „Кьониг“, са разположени в каземат на горната палуба, но техният брой е увеличен с 2. Такова разположение дава нелоши ъгли на обстрела. Казематите за оръдията се намират с 1 метър по-нагоре, отколкото на британския „Ривендж“, и са отнесени по-близо към диаметралната плоскост, което намалява заливането им. Оръдието има призматичен хоризонтален клинов затвор и разделно-гилзово зареждане.
Оръдията са върху палубната установка Mpl.C/06 с ръчно зареждане. Ъгълът на снижаване на оръдията съставлява −8,5°, а на възвишение +19°. Максималната далечина на стрелба съставлява 16 800 м. Оръдието стои върху барабан от стоманени листове с дебелина 9 мм, подсилени от вертикални ъгълчета. Барабаните са закрепени непосредствено към горната палуба, която на тези места е усилена до 25 мм. Някои от оръдията са прикрепени към надлъжната противоосколъчна преграда. Всяко оръдие има собствен погреб. Подаването на боезапаса се осъществява с елеватор от тип нория със скорост 18 м/мин и задвижван от електродвигател с мощност 6,5 к.с. (4,8 КВт). Снарядът и гилзата с барут се разполагат на елеватора хоризонтално и се качват нагоре в пламъконепроницаем кладенец. Спрямо условията на разполагане на погребите редица от елеваторите имат значителен наклон. Всички погреби са снабдени със система за охлаждане и наводняване, като типа за погребите на главния калибър. Боезапаса за всяко оръдие съставлява по 160 изстрела на ствол, или общо 2560 изстрела за кораб.
По проект е предвидено поставянето на осем зенитни 88-мм оръдия Flak L/45 C/13, на полубака по две от двете страни на всеки комин. Обаче при влизането си в строй „Байерн“ и „Баден“ получават само по една двойка зенитки. На „Байерн“ те стоят на мястото на третия чифт, а на „Баден“ – на втория. През 1917 г. техният брой и на двата линкора е доведен до четири, новите оръдия на „Байерн“ са поставени на мястото на четвъртата, а на „Баден“ на мястото на третата „щатни“ двойки.
| Основни ТТХ на използваните оръдия               | Основни ТТХ на използваните оръдия    | Основни ТТХ на използваните оръдия | Основни ТТХ на използваните оръдия |
| ------------------------------------------------ | ------------------------------------- | ---------------------------------- | ---------------------------------- |
| Оръдие                                           | 38-cm SK L/45 C/13                    | 15-cm SK L/45 C/06                 | 8,8-cm Flak L/45 C/13              |
| Калибър/ дължина на ствола, калибри              | 380-мм/45                             | 150-мм/45                          | 88-мм/45                           |
| Година на разработване                           | 1913                                  | 1906                               | 1905                               |
| Маса на оръдието без затвора/със затвора, кг     | 76 200/77 500                         | 5730/6120                          | 1225                               |
| Скорострелност, изстрела/минута                  | 1,5 – 2                               | 7                                  | 10                                 |
| Тип затвор                                       | клинов                                | клинов                             | клинов                             |
| Тип зареждане                                    | разделно-гилзово                      | разделно-гилзово                   | унитарно                           |
| Тип снаряд                                       | бронебоен                             | фугасен                            | фугасен                            |
| Маса на снаряда, кг                              | 750                                   | 45,3                               | 10                                 |
| Начална скорост, м/с                             | 800                                   | 835                                | 890                                |
| Далечина на стрелбата, м                         | 23 200                                | 13 500                             | 11 800                             |
| Установки                                        |                                       |                                    |                                    |
| Обозначение                                      | Drh LC/1913                           | Mpl C/13                           | Mpl C/13                           |
| Брой стволове                                    | 2                                     | 1                                  | 1                                  |
| Маса на въртящата се част, т                     | 850 – 869                             | 17,95                              |                                    |
| Ъгъл на възвишение                               | −8°/+16° -5°/+20° след модернизацията | −8,5°/+19°                         | −10°/+70°                          |
| Скорост на насочване вертикално/хоризонтално °/с | 5/3                                   | ръчно                              | ръчно                              |

Според тактическите виждания на онова време дредноутите трябва да имат и торпедни апарати. „Байерните“ получават доста мощно въоръжение от пет 600-мм подводни торпедни апарата, за първи път използвани на „Лютцов“ (SMS Lützow). Един торпеден апарат е разположен на носа на дълбочина 5,8 м от КВЛ. Бордовите апарати стоят с ъгъл на снижение 2°, дълбочина 4 м и са обърнати на 20° от траверса. В състава на боезапаса влизат 20 торпеда Н-8, разработени през 1912 г., – по три резервни на всеки апарат. Торпедото с дължина 8 м има снаряжена маса 2160 кг и заряд от 210 кг хексанит. Далечината на хода му съставлява 12000 м на 30 възела. Бордовите торпедни апарати са снабдени със специални направляващи за пуск. Самото изстрелване се осъществява със сгъстен въздух, за което във всеки от торпедните отсеци има по два компресора с електродвигатели с мощност 80 к.с. (59,7 КВт).
Всеки торпеден апарат представлява тръба със страничен капак с дължина 7,9 м, през който се зарежда торпедото в торпедния апарат. Торпедата се съхраняват над торпедната тръба. За вкарването на торпедото в тръбата е предназначен специален зарядник, премесващ се около тръбата. Торпедото се помества в него и се спуска на нивото на торпедната тръба с отворен капак, след това се поставя вътре, след което капакът се затваря. Торпедният апарат е готов за стрелба. При траверсните торпедни апарати, поради малкото място, капакът се намира отгоре.
Натоварването на торпедата представлява непроста задача. Торпедото от вертикална товарна стрела се подава към палубна гърловина и постепенно се спуска навътре в корпуса на кораба. С достигането на отсека за торпедните апарати торпедото постепенно с тали се премества от вертикално в хоризонтално положение, и отива на своето място.
В допълнение на четирите 8-метрови далекомера в кулите на главния калибър има още 5 далекомера с 3-метрова база. По един стои на командно-далекомерния пост на формарса и носовата и кърмовата бойни рубки. Още по един има по бордовете на полубака – те се използват за насочването на 150-мм оръдия. През 1918 г. на „Баден“ в тилната част на издигнатите кули на главния калибър са поставени още по един 3-метров далекомер.
Всички далекомери са стереоскопични на фирмата „Цайс“ и се отличават с голяма точност и надеждност в сравнение с британските, произвеждани от фирмата „Бар енд Струд“ (Barr and Stroud). Системата за управление като цяло е по-проста от британската, но благодарение на добре обмислените способи за пристрелка дава по-добри резултати. Системата постоянно се усъвършенства. След влизането им в строй, за кулите на главния калибър, в допълнение на съществуващите прицели, са поставени допълнителни, съвместени с люлеещата се част на оръдията с ос, преминаваща през оста на цапфите. Всяко оръдие е оборудвано с компенсатор за изменението на началната скорост на снаряда. Приборът внася поправки според износа на оръдието в ъглите на вертикалното насочване, променяйки ги след всеки изстрел.

## Строителство
| Название                     | Корабостроителница | Заложен             | Спуснат на вода     | Приет на въоръжение                        | Съдба                                                                                   |
| Подтип „Байерн“              | Подтип „Байерн“    | Подтип „Байерн“     | Подтип „Байерн“     | Подтип „Байерн“                            | Подтип „Байерн“                                                                         |
| ---------------------------- | ------------------ | ------------------- | ------------------- | ------------------------------------------ | --------------------------------------------------------------------------------------- |
| „Байерн“ SMS Bayern          | Howaldstwerke, Кил | 20 август 1913 г.   | 18 февруари 1915 г. | 18 март 1916 г.                            | потопен от екипажа в Скапа Флоу на 21 юни 1919 г., предаден за скрап през 1934 г.       |
| „Баден“ SMS Baden            | Schichau, Данциг   | 20 декември 1913 г. | 30 октомври 1915 г. | 19 октомври 1916 г.                        | пленен от Великобритания на 21 юни 1919 г., потопен като кораб-мишена 16 август 1921 г. |
| Подтип „Саксен“              |                    |                     |                     |                                            |                                                                                         |
| „Саксен“ SMS Sachsen         | Germaniawerft, Кил | 7 април 1914 г.     | 21 ноември 1916 г.  | незавършен, предаден за скрап през 1921 г. | незавършен, предаден за скрап през 1921 г.                                              |
| „Вюртемберг“ SMS Württemberg | Vulcan, Хамбург    | 4 януари 1915 г.    | 20 юни 1917 г.      | незавършен, предаден за скрап през 1921 г. | незавършен, предаден за скрап през 1921 г.                                              |

### 1-ва серия
Дълговременната програма за строителството на корабите е утвърдена в рамките на редица, сменящи един друг, закони за флота. В тях е задаван общият брой на линейните кораби и срока на тяхната служба. Този брой постоянно расте и според закона за флота от 1912 г. – последния преди войната – към 1920 г. трябва да има 41 линкора. Корабите, строящи се за довеждането на състава на флота до този брой, до получаването на име, се споменават в документите с еднобуквен индекс. Останалите кораби, строящи се за замяна на старите, получават обозначение по името на заменяния кораб с приставката „ерзац-“. От корабите по програмата за 1913 г. първият се строи под индекса „Т“, а вторият се строи за замяна на „Вюрт“ и за това получава първоначално обозначение като „ерзац-Вюрт“.
Заповедта за строежа на линкорите „Т“ и „ерзац-Вюрт“ е подписана на 30 септември 1912 г., и на 20 декември са обявени търговете. Договорът фиксира построяването на корпуса и механизмите. Въоръжението и бронята се доставят от морското министерство. Предложенията на корабостроителниците постъпват в началото на март 1913 г. Строителството на „ерзац-Вюрт“ получава „Шихау“ от Данциг, задължаваща се в течение на 36 месеца да построи кораба срещу 17,27 милиона марки.
Около търга за линкора „Т“ се разразява скандал. От 1909 г., със старанията на Тирпиц, конкурентната борба между корабостроителниците води до снижаване на стойността за строеж на корабите. С оглед необходимостта от средства за постоянното преоборудване, корабостроителниците рискуват да останат без печалби, и банките престават да ги кредитират. Стига се до това, че през ноември 1912 г. хамбургските предприятия „Вулкан“ и „Блом унд Фос“, „Ховалдсверке“ от Кил и „Везер“ от Бремен влизат в устен сговор, постановяващ съгласуване на стойностите и определящ поредността на строителството. За това всички тези четири фирми дават съгласувана оферта за 20,6 млн. Тук се намесва Тирпиц и той заплашва, че контракта ще бъде предоставен на държавна корабостроителница. Килската „Ховалдсверке“, изпитваща финансови трудности, се предава първа и се съгласява за намаляване на цената, но все пак си изтъргува цената от 19,65 млн. марки – с 2,4 млн. повече, отколкото „Шихау“. Картелът отчита своите действия за успешни, и на 29 юни 1913 г. официално е утвърден уставът на „Германското обединение на корабостроителниците“, където влизат също „Круп-Германияверф“ и десетки по-малки предприятия.
Новите линкори получават различни от предшествениците им имена. Ако предходните серии са кръстени в чест на императори и короновани особи, корабите по програмата за 1913 г. получават имена в чест на названията на германските земи. Тези имена принадлежат на стари кораби, извадени преди няколко години от състава на флота. Линкорът „Т“ получава името „Байерн“ („Бавария“ на баварския диалект), а „ерзац-Вюрт“ – „Баден“. Немците не рискуват и строителството на корабите започва едва след изпитанията и приемането на въоръжение на 38-см оръдия „образец 1913 г.“. За това заповедта за „Байерн“ е публикувана на 13 април 1913 г., а залагането му се състои едва на 14 януари 1914 г. Независимо от започналата война, темпът на построяването му е много бърз за германските мерки – при „Ховалдсверке“ срокът от залагане до края на приемните изпитания съставя само 26 месеца. „Шихау“ строи „Баден“ повече – 34 месеца, но все пак по-бързо, отколкото е според договора. Понякога в публикациите се дават датите на залагане 20 септември 1913 г. за „Байерн“ и 22 септември 1913 г. за „Баден“, но всъщност тези дати съответват на датата на началото на заготовката на метала и подготовката на стапелите за работа.
Ходовите изпитания се налага да бъдат провеждани на плитководната белтска мерна миля в Балтика. Дълбочината на тази миля съставлява около 35 м, а при дълбочина примерно по-малка от половината дължина на корпуса вълновото съпротивление започва значително да нараства. За това, независимо от значителното превишение на контрактната мощност, „Байерн“ показва само 22 възела при мощност 55970 к.с. (41,74 МВт, превишение с 60%). Играе роля и превишението в газене над проектното. Според разчетите в дълбока вода скоростта трябва да състави около 22,8 възела при газене от 8,43 м. „Баден“ показва 21,8 възела при мощност 54 746 к.с. (40,82 МВт) и газене от 8,95 м. По време на шестчасовия пробег „Байерн“ развива 37 430 к.с. (27,91 МВт) и скорост от 21,5 възела.
„Байерн“ показва на изпитанията изключително добри маневрени качества. Времето за спиране от пълен ход съставя 1 мин. 55 сек., при дистанция от 790 м (4,5 дължини на кораба). Диаметърът на циркулация съставя 320 м (1,78 дължини на корпуса). Двата линкора се показват като устойчиви и мореходни кораби. Обаче е констатирана определена склонност да „се въртят по вятъра“ – корабите се обръщат по вятъра поради влиянията на тясно разположените високи надстройки.
До края на изпитанията си „Байерн“ и „Баден“ имат противоторпедни мрежи. Теглото на мрежите е 28 т, а с оборудването им 43 т. Под влияние на събитията от Ютландското сражение, когато повредените от попаденията мрежи едва не омотават винтовете на „Дерфлингер“, те са свалени от двата кораба с края на изпитанията.

### 2-ра серия
В рамките на закона за флота, според бюджета за 1914 г., са предвидени средства за построяването само на един линкор – „ерзац-Кайзер Фридрих III“. Но след това, през 1914 г. вече от военния фонд са отделени средства за постройката и на четвърти кораб – „ерзац-Кайзер Вилхелм II“. Впоследствие първият получава името „Саксен“, а вторият – „Вюртемберг“.
„Саксен“ трябва да получи дизел, за това безалтернативно подизпълнител става „Круп-Германияверф“. Фирмата иска 21,2 млн. марки за дизелния вариант и 20,3 милиона за резервния турбинен. Купувачът няма много място за избор, за това издава поръчката. все пак с леко занижена цена – 21 и 20 милиона съответно. Срокът за построяване трябва да бъде 34 месеца, започвайки от декември 1913 г.
Установката на дизела изисква увеличаване на нормалната водоизместимост с 200 т. Освен всичко останало, над дизела бронирането на долната палуба на участък с ширина 1 метър съставлява 80 мм. Този участък е приповдигнат над основната палуба, за това страничните стени около тази „платформа“ имат дебелина 120 мм. Това означава ръст във водоизместимостта при същата проектна мощност на механизмите и за да се съхрани максималната скорост на хода обводите в носовия край са малко по-заострени, с увеличаване на дължината на корпуса с 2,4 м.
В проекта за четвъртия линкор се отказват от дизела и се връщат към напълно турбинния вариант. Тъй като се появява излишък от 200 т, отначало е предложено да се внесат маса изменения, включая преход към турбозъбчат агрегат и изменения в броя и разположението на 150-мм и 88-мм оръдия, но Тирпиц, осъзнавайки че това означава задръжки в строителството, заповядва линкорът да се строи според проекта от 1913 г. Единственото изменение, на което той се съгласява, през юни 1914 г. става дооборудването на кораба в качеството му на флагмански. Обаче направата на допълнителните помещения и мостици бързо води до ръст на водоизместимостта с 250 т, за което пак са необходими изменения на обводите в носовата част и задържа сроковете за разработка. Започва войната и на 2 август Тирпиц заповядва да се издаде поръчка за новия линкор, вземайки за базов проекта на „Саксен“, заменяйки на него дизела с турбина и с поставянето на един допълнителен котел. Допускат се само минимални изменения, които да не влияят на сроковете за строителство. Поръчката за строителството на „Вюртемберг“, от 12 август, получава фирмата „Вулкан“. Единствената съществена разлика в бронирането на „Вюртемберг“ от трите негови събратя става увеличаването на дебелината на стените на кърмовата бойна рубка от 170 до 200 мм.
Двата линкора на втората серия получават модифицираните куполни установки на главния калибър модел С/14, при които ъгълът на възвишение на оръдията изначално е 20°. Външният им вид с малко се отличава от този на линкорите от първата серия. Прожекторните площадки са пренесени на носовия и кърмовия комини. Изначално на 3 метра зад кърмовия комин е поставена пълноценна гротмачта.

## История на службата

### „Байерн“
От 18 март до 31 май 1916 г. корабът е на ходови изпитания, след което започва периодът за бойната му подготовка. На 15 юли 1916 г. „Байерн“ влиза в строй и е включен в състава на 3-та ескадра линкори на Флота на откритото море. От 7 до 16 август временно е назначен за флагмански кораб на флота. Поради ремонта на линейните крайцери след Ютландското сражение временно е приписан към 1-ва разузнавателна група. Също така в нейния състав временно са включени най-бързоходните линкори – „Маркграф“ (SMS Markgraf) и „Гросер Курфюрст“ (SMS Grosser Kurfürst). В състава на 1-ва разведгрупа линкора участва в похода на флота от 18 до 20 август 1916 г.
От 11 октомври „Байерн“ участва в операции „Албион“ по превземането на Моонзундските острови. На 12 октомври пред Солозунд при остров Езел се натъква на мина. Взривът става по десния борд в района на носовото отделение на бордовите торпедни апарати. При това детонират 12 бутилки със сгъстен въздух. В отсеците до носовата кула на главния калибър постъпват 1000 т задбордна вода. В залива Тага Лахт е проведен временен ремонт с налагане на пластир. Но при прехода към базата пластирът се отлепва и пак започва наводняване на отсеците. „Байерн“ пристига в Кил едва на 31 октомври 1917 г. и на 3 ноември влиза в док на военната корабостроителница за ремонт. В хода на ремонта е взето решение да се демонтират носовите торпедни бордови апарати, а тяхното отделение допълнително да се раздели с няколко прегради. Аналогични работи след това са проведени и на еднотипния „Баден“. Освен това броят на 88-мм палубни зенитки е доведен до четири.
На 15 април 1918 г. линкорът облизва грунта в устието на река Яде, но без съществени повреди по корпуса. От 23 до 24 април участва в последния боен поход на флота до парала на Ставангер в Норвегия. От 23 септември 1918 г. „Байерн“ е флагмански кораб на 2-ра ескадра. На 21 ноември 1918 г., според условията на примирието с Антантата, преминава в Скапа Флоу и е интерниран. На 21 юни 1919 г., заедно с другите кораби на германската флота, е самопотопен. Както и останалите потънали в Скапа Флоу кораби, е продаден на фирма за скрап. Линкорът лежи нагоре с кила на дълбочина около 37 м. Първият опит за изваждането му, на 18 юли 1934 г., е неуспешен – оставайки на повърхността за 30 минути, корабът отново отива под водата. Окончателно „Байерн“ е изваден едва на 1 септември 1934 г. Той е отбуксиран в Розайт и разкомплетован за метал в течението на 1935 г.

### „Баден“
На 13 октомври 1916 г. започва периодът на приемните изпитания. С тяхното завършване, на 14 март 1917 г., влиза в строй като флагмански кораб на Флота на откритото море, сменяйки в това си качество „Фридрих дер Гросе“ (SMS Friedrich der Grosse). От 6 до 15 октомври, по време на операцията „Албион“ за превземането на Моонзундските острови, се намира на бойно дежурство в Кил. Групата кораби, в която влиза „Баден“, прикрива балтийските проливи, за да препятства проникването на британския флот в Балтика.
От 23 до 24 април 1918 г. участва в последния боен поход на флота в море до парала на Ставангер в Норвегия. Според допълнителните изисквания към условията на примирието с Антантата заменя в списъка на корабите, подлежащи на интерниране, недовършения линеен крайцер „Макензен“. На 7 януари 1919 г. отплава за Скапа Флоу.
Опитът за самопотопянето му на 21 юни 1919 г. е неуспешен. С буксири потъващият кораб е завлечен на плиткото и изваден още през юли 1919 г. Линкорът е отбуксиран в Портсмът, където е подложен на щателно изучаване от британските специалисти.
„Баден“ е използван в качеството на мишена за опитни стрелби при пробите на новите 381-мм снаряди. Изпитанията се провеждат близо до Портсмът. Първите стрелби са на 2 февруари 1921 г. от монитора „Терор“ (HMS Terror), вторите на 10 август от монитора „Еребус“ (HMS Erebus). На 11 август корабът е изпробван от няколко авиобомби с калибър 250 кг, а на 15 август е използвана и 816-кг авиобомба. След това на 16 август 1921 г. „Баден“ е отбуксиран в морето на югоизток от Портсмът и, чрез отваряне на кингстоните му, е потопен в точката с координати 49°50′20″ с. ш. 2°21′20″ з. д. / 49.838889° с. ш. 2.355556° з. д..

### „Саксен“
От средата на 1916 г. работите над „Саксен“ съществено се забавят. Приоритетът вече е насочен към строителството на подводни лодки, тралчици и миноносци. За флота в условията на неограничената подводна война два недостроени линкора, неспособни да преобърнат хода на войната по море, вече не са необходими, и работите по кораба се водят повече по инициатива на корабостроителницата, тъй като за нея е по-лесно бавничко да достроява кораба, отколкото да се занимава с трудоемката процедура за неговата консервация. Не е удивително, че спускът на вода на „Саксен“ е вместо през май 1916 г. едва през ноември 1916 г. Недостроеният кораб служи като „донор“ за осъществеването на други проекти. Така например поставените към края на 1916 г. 380-мм оръдия са свалени и използвани за окомплектоването на тежката железопътна батарея „Макс“, състояща се от седем установки.
В началото на 1918 г. работите са окончателно спрени. Теглото на корпуса на „Саксен“ съставлява към момента 10800 т. На него са монтирани и четирите установки на главния калибър, двата комина и долната част на носовата надстройка. Неговата готовност е 90%, а за дострояването му са необходими още 6 месеца работа. Според условията на Версайския мирен договор на 3 ноември 1919 г. „Саксен“ е предназначен за предаване за скрап. През 1920 г. той е продаден и в течение на 1920 – 1921 г. е разкомплектован за метал в Кил, при мола на Арсеналала.

### „Вюртемберг“
Както и на „Саксен“, работите над „Вюртембург“ се водят от средата на 1916 г. със забавяне. Отчитайки по-късното му залагане, неговото спускане на вода закъснява още повече – с една година след планираното.
Оборудването от кораба също е използвано за по-приоритетните работи. Така например дизел-моторите за дизел-генераторите от „Саксен“ и „Вюртембург“ са използвани за строителството на подводниците U151 – U157. Към момента на прекратяването на работите, в началото на 1918 г., теглото на корпуса на „Вюртембург“ е 10390 т.
На 11 ноември 1918 г. към момента на подписването на примирието, готовността на кораба се оценява на 83% и за неговото довършване са необходими 12 месеца. На 3 ноември 1919 г., според условията на Версайския мирен договор, той е предопределен за скрап. През 1920 г. е продаден и в течение на 1920 – 1921 г. е разкомплектован за метал в Хамбург.

### Опитите над „Баден“
Изваденият „Баден“, след щателно измерване и изучаване на конструкцията на германския линкор, е използван за изпробване на новите 381-мм снаряди. Ютландското сражение показва недостатъчната ефективност на британските снаряди, и в Роял Нави срочно се заема с тяхното усъвършенстване. Новите снаряди са разработени едва към края на войната и се отличават с модифицираната си балистична форма, подобрената технология за производство и по-надежден взривател. В бронебойните и полубронебойните снаряди като пълнеж се използва шелит. Във фугасните снаряди се използва както шелит, така и черен барут.
Първата серия стрелби се провежда около Портсмът на 2 февруари 1921 г. Стрелбите се провеждат от монитора „Терор“ от оръдията 15"/42 Mark1, аналогични на поставените на британските линкори от типовете „Куин Елизабет“ и „Роял Соверен“ и линейните крайцери „Худ“, „Рипалс“ и „Ринаун“. Проверката се осъществява от дистанция 90 кабелтови. За да са уверени в точното място на попадението, стрелбата се води от дистанция 550 ярда (457 м). За да може ъгълът на падане на снарядите и тяхната скорост да съответват на дистанция 75,5 кабелтови, „Баден“ е накреняван по посока на стрелящия кораб на 13,5°, а самата стрелба се води с понижен заряд за придаването на снаряд на скорост от 472 м/с.
При стрелбите осколките на фугасния снаряд пробиват 100-мм наклонен покрив на кулите на главния калибър, и снаряда, в единия от случаите, изцяло пробива 180-мм пояс на 150-мм батарея с детониране вътре. Бронебойните снаряди с лекота пробиват 250-мм брониран пояс. По бронята с дебелина 350 мм резултатите не са толкова еднозначни. Поясът и бойната рубка не са пробити. Челната плоча на кулата в единствен случай е пробита, но без детониране на снаряда. По 350-мм барбет е отбелязан един случай на проникване през него на цял снаряд с разрив. В останалите случаи има разрив на снаряд при преминаването му, както без пробиване на бронята, така и с нейното пробиване от осколките.
В резултат на първата серия стрелби започва наводняването на кораба, и той ляга на грунта. Изпитанията се налага да бъдат прекратени. Пробойните са запълнени и отсеците са осушени, а самият кораб е щателно огледан в док. След това на 10 август 1921 г. е проведена втора серия на изпитанията. Стрелбата се води от „Еребус“. „Байерн“ не се накланя, а на снаряда се придава начална скорост от 421 м/с, съответваща на далечина от 109 кабелтови.
Във втората серия се проверява действието на снарядите върху палубата и слабозащитените места. Отбелязват се значителни разрушения по небронираната надстройка и корпуса в резултат на действията както на фугасните, така и на бронебойните снаряди с разрив на 8 – 16 м от мястото на попадeние. В един от случаите полубронебоен снаряд пробива 180-мм пояс на батареята и 180-мм барбет на главния калибър зад него, с разрив на 8,8 м от точката на попадение.
На 11 август са проведени изпитания с авиобомби и детонирането им на надстройката, палубата и покрива на кула. Три бомби с калибър 236 кг (тънкостенна, със 114 кг заряд взривно вещество) и една с калибър 250 кг (дебелостостенна) са взривени на палубата. Макар надстройката и горната 30-мм палуба да се пробиват от осколките, низлежащите палуби не са пробити. Една 236-кг бомба е взривена на покрива на кула, без да я пробие. Не успява да пробие всички палуби и детонираната на 15 август 816-кг бомба с 408-кг заряд. Тя е взривена на палубата на надстройката пред носовия комин и не успява да пробие даже горната 30-мм палуба, само огъвайки я надолу. От резултатите на взривовете на бомбите британците си правят извод, че те не могат да се сравняват по пробивна сила с падащ по отвесна траектория тежък снаряд.

## Оценка на проекта
| Основни балистични данни на британските и германските оръдия на главния калибър | Основни балистични данни на британските и германските оръдия на главния калибър | Основни балистични данни на британските и германските оръдия на главния калибър | Основни балистични данни на британските и германските оръдия на главния калибър | Основни балистични данни на британските и германските оръдия на главния калибър |
| ------------------------------------------------------------------------------- | ------------------------------------------------------------------------------- | ------------------------------------------------------------------------------- | ------------------------------------------------------------------------------- | ------------------------------------------------------------------------------- |
| Образец оръдие / установка                                                      | 15"/42 Mk I                                                                     | 38 sm SKC/13 Drh LC/13                                                          | 13,5"/45 Mk V                                                                   | 12"/50 SКС/06 Drh LC/10                                                         |
| Страна                                                                          | Великобритания                                                                  | Германия                                                                        | Великобритания                                                                  | Германия                                                                        |
| Калибър, мм                                                                     | 381                                                                             | 380                                                                             | 343                                                                             | 305                                                                             |
| Маса на оръдието със затвора, кг                                                | 101 685                                                                         | 77 500                                                                          | 77 347                                                                          | 51 850                                                                          |
| Дължина на оръдието, калибри                                                    | 43,36                                                                           | 45,0                                                                            | 46,36                                                                           | 50,0                                                                            |
| Дължина на канала, калибри                                                      | 42,0                                                                            | 42,42                                                                           | 45,0                                                                            | 47,41                                                                           |
| Маса на заряда, кг                                                              | 196                                                                             | 183                                                                             | 136                                                                             | 122                                                                             |
| Маса на снаряда, кг                                                             | 871                                                                             | 750                                                                             | 567/635                                                                         | 405                                                                             |
| Начална скорост, м/с                                                            | 731                                                                             | 800                                                                             | 777/759                                                                         | 855                                                                             |
| Разчетно налягане, кг/см²                                                       | 3150                                                                            | 3200                                                                            | 2835                                                                            | 3000                                                                            |
| Живучест, бойни изстрела                                                        | 350                                                                             | 250                                                                             | 350                                                                             | 250                                                                             |
| Маса на въртящата се част, т                                                    | 874 – 894                                                                       | 870                                                                             | 640                                                                             | 520                                                                             |
| Изстрел за, с                                                                   | 30 – 60                                                                         | 26 – 53                                                                         | 30 – 60                                                                         | 20 – 45                                                                         |
| Далечина, каб.                                                                  | 151                                                                             | 125                                                                             | 119                                                                             | 118                                                                             |
| Бронепробиваемост на снаряда (круповска никелова броня), мм                     |                                                                                 |                                                                                 |                                                                                 |                                                                                 |
| 25 каб.                                                                         | 618                                                                             | 620                                                                             | 497/505                                                                         | 490                                                                             |
| 50 каб.                                                                         | 480                                                                             | 474                                                                             | 367/398                                                                         | 358                                                                             |
| 75 каб.                                                                         | 381                                                                             | 372                                                                             | 275/307                                                                         | 268                                                                             |
| 100 каб.                                                                        | 307                                                                             | 294                                                                             | 214/247                                                                         | 202                                                                             |
| 125 каб.                                                                        | 248                                                                             | 226                                                                             | 159/188                                                                         | 152                                                                             |

Германските свръхдредноути преди всичко изпъкват със своето въоръжение. Германското 380-мм оръдие е по-леко от своя основен конкурент, 381-мм британско оръдие Mk I – тегло със затвора 76,2 т срещу 101,6 т, но при това обладава малко по-голяма дулна енергия – 244,65 Мдж срещу 237,87. Германските оръжейници използват концепцията „лек снаряд и висока начална скорост“, поради което масата на германския снаряд съставлява само 750 кг срещу 871 при британците, за сметка на това неговата начална скорост съставлява 800 м/с срещу 732 м/с, което осигурява по-настилна траектория на полета. В условията на Северно море по-вероятни са средните дистанции на бой, за това германските инженери достатъчно обосновано предполагат, че тяхната концепция е по-подходяща. С оглед по-доброто качество на снарядите им преимуществото на германското оръдие става още по-осезаемо.
Макар броневата защита практически без изменения да е взета от двете предхождащи серии дредноути, тя си остава значително по-мощна от британската. И по площ на бронирането, и по неговата дебелина „Байерн“ превъзхожда своите британски аналози от типовете „Куин Елизабет“ и „Ривендж“. Следвоенните изпитания на „Баден“, по време на които той издържа на 31 попадения от 381-мм снаряди и бомби, потвърждават тази висока оценка.
Конструктивната подводна защита традиционно е слабо място на британските линкори и силно при германските. На „Байерн“ германската система за противоторпедна защита е доведена до съвършенство. Малко дредноути от онова време могат да се похвалят със защита от кофердами, въглищни ями и дебела бронирана преграда, закриваща всичките котелни и машинни отделения и погреби за боезапас на главния калибър. Всички специалисти я оценяват много високо и според замисъла на разработчиците тя трябва да издържи на до четири торпедни попадения.
Противоторпедната защита се допълва от доброто деление на отсеци и прекрасно организираната борба за живучест. Единственото уязвимо място на тази защита е наличието извън цитаделата на двата големи отсека за торпедни апарати. Всякакви повреди на тези места водят до бързото им наводняване, която опасност се осъзнава от разработчиците още на етапа на проектирането. Но при битуващите тогава и в Германия, и в Британия виждания за тактическата употреба на линкорите мощното торпедно въоръжение се счита задължително за тях. Само опитът от войната показва безполезността на този вид въоръжение за линкорите. За това не е удивително, че след натъкването на „Байерн“ на мина през 1917 г. с наводняване на носовия му отсек за торпедни апарати, за тях е решено да бъдат демонтирани.
Единственият аспект, по който германският линкор е по-слаб, това е скоростта на хода. Линкорите от типа „Куин Елизабет“ изначално са проектирани като бързоходни и имат проектна скорост с 2,5 възела повече, а линкорите от типа „Ривендж“, според оценката на британските специалисти, са с по-добри обводи на корпуса, което им позволява да достигат същата скорост при по-малка мощност на механизмите. При това следва да се отбележи, че на практика те развиват примерно еднаква с германските линкори максимална скорост. Отсъствието на преимущество по скорост може да попречи на германските линкори в боя с британския флот да излязат на оптималната за тях средна дистанция за бой. Също следва да се отбележи, че следващият проект на линкора L20 – при същото ниво на брониране и 420-мм оръдия – има скорост от 26 възела, което показва, че като цяло посоката на развитие на германските капитални кораби върви по посока обединяването на линейните крайцери и линкорите в един тип бързоходен линкор.
Благодарение на балансираността на характеристиките им „Байерн“ и „Баден“ оставят видима следа в историята на линкоростроенето. Болшинството историци на корабостроенето и флота оценяват тяхната конструкция като съвършена и не пестят похвалите си за това творение на кайзеровите инженери, считайки че те превъзхождат всеки един съпоставим им линкор от британския флот.
Както показват разчетите, четворката „Байерни“ би могла да преломи ситуацията в Ютландското сражение. 380-мм снаряди са в състояние да пробиват барбетите и кулите на всички британски дредноути. Отчитайки и проблемите с взривоопасността на основния британски метателен барут – кордита MD45, това може да доведе до същите последствия, каквито има и за трите загинали линейни крайцера. При настройка на Рейнхард Шеер за решителен бой, „Байерните“ биха могли да влязат в авангарда на Флота на откритото море, като таран, изпращайки на дъното или изваждайки от строя британските линкори, особено от ранните серии с по-тънка броня. По думите на американския военноморски теоретик, Франклин Пърсивал, те „просто биха изтрили ескадрата на Дейвид Бити от лицето на Земята“.
Но ценността на всяко едно оръжие се проверява от успехите в използването му и от готовността за използването му в нужното време. Мощните германски линкори закъсняват за генералната битка между
флотовете, заради която са създавани. Значение за това имат както големия период за построяване и подготовка на германските кораби, така и неготовността на немците да рискуват. Първият лорд на Адмиралтейството – Уинстън Чърчил предприема осъзнат риск и залага петте линкора от типа „Куин Елизабет“ още преди готовността на оръдията за тях, и в крайна сметка неговият залог печели. Независимо от практически еднаквите дати на начало на разработките, британците съумяват към Ютландското сражение да построят осем линкора с 381-мм оръдия от десетте заложени в края на 1912 г. При немците към това време е достроен само „Байерн“, но и той се намира в етап на бойна подготовка и не взема участие в сражението. След дострояването им „Байерн“ и „Баден“ вече не участват в каквито и да е важни бойни действия по море, оказвайки се по същество безполезни. Както и за останалите линкори на Флота на откритото море, тяхната фактическа роля се свежда към положението „fleet in being“ – оказване на давление върху противника със самия факт на своето съществуване.
|                                     | „Куин Елизабет“ · Великобритания | „Байерн“ · Германия     | „Невада“ · САЩ         | „Фусо“ · Япония      | „Кьониг“ · Германия |
| Година на залагане                  | 1912                             | 1913                    | 1912                   | 1912                 | 1911                |
| Година на влизане в строй           | 1915                             | 1916                    | 1916                   | 1915                 | 1914                |
| Стойност                            |                                  | 49 млн. марки           |                        |                      |                     |
| Водоизместимост, нормална, т        | 29 200                           | 28 448                  | 27 941                 | 30 600               | 25 390              |
| Пълна, т                            | 33 020                           | 32 200                  | 28 856                 | 35 900               | 29 200              |
| Номинална мощност на СУ, к.с. (МВт) | 56 000 (41,76)                   | 35 000 (26,1)           | 26 500 (19,76)         | 40 000 (29,83)       | 31 000 (23,12)      |
| Проектна скорост, въз.              | 23                               | 22 (21)                 | 20,5                   | 22,5                 | 21                  |
| Далечина, мили (на скорост, въз.)   | 5000 (12)                        | 5000 (12)               | 5195 (12)              | 8000 (14)            | 6800 (12)           |
| Брониране, мм                       |                                  |                         |                        |                      |                     |
| Пояс                                | 330                              | 350                     | 343                    | 305                  | 350                 |
| Кули, чело                          | 330                              | 350                     | 457, 406               | 305                  | 300                 |
| Барбети                             | 254                              | 350                     | 330                    | 305 – 203            | 300                 |
| Рубка                               | 280                              | 350                     | 406                    | 305                  | 350                 |
| Палуба                              | 95 – 70                          | 100 – 60                | 76                     | 76 – 32              | 100 – 60            |
| Въоръжение                          |                                  |                         |                        |                      |                     |
| Главен калибър                      | 4×2×381 мм/42                    | 4×2×380 мм/45           | 10(2×3, 2×2)×356 мм/45 | 6×2×356 мм/45        | 5×2×305/50          |
| Спомагателен                        | 16×152 мм/45 2×76 мм             | 16×150 мм/45 2×88 мм/45 | 21×127 мм/51 4×76,2 мм | 16×152 мм/50 4×76 мм | 14×1×150/45 10×1×88 |
| Торпедно въоръжение                 | 4×533 мм ТА                      | 5×600 мм ТА             | 2×533 мм ТА            | 6×533 мм ТА          | 5×500 мм ТА         |

## Коментари
1. ↑  Към 1912 г. германската промишленост успява да усвои само производството на дизели с мощност 2000 к.с., а е нужен агрегат с мощност 12 000 к.с.
2. ↑  Разминаване според източника. Титушкин дава 54 800 к.с. Виноградов не указва максималната, давайки само мощност от 30 000 к.с. и 250 об/мин при контрактната мощност, при това споменавайки, че за достигането на 21 възела оборотите трябва да са 260 об/мин.
3. ↑  Дължината на ствола в тези държави се изчислява различно. В Британия под дължина на ствола се разбира само нарезната част на ствола. В Германия, в дължината на ствола се включва дължината на камерата, т.е. това е дължината от дулния срез до затвора. За това реалната дължина на нарезната част при тези оръдия е примерно еднаква, съставлявайки при германското 17100 мм, а на британското 16520 мм или 43,36 калибра според германската система.
4. ↑  Названията „основен“ и „допълнителен“ са съхранени от по-ранните оръдия, на които по-голямата част от заряда се намира в гилзата. За това, независимо от по-голямото тегло, зарядът в картуза продължава да се нарича „допълнителен“.
5. ↑  ТТХ на торпедата Н-8 силно се различават в различните източници. Така например Виноградов дава далечина на хода от 13000 м на 28 възела, а Стаф 6000 м на 36 и 14000 м на 30 възела.
6. ↑  Така е в източника. Но при Виноградов, най-вероятно погрешка, е указана дължина на торпедото от 7 м, вместо 8 м. Възможно в дължината на капака също да има грешка.
7. ↑  Т.е. в края на траекторията долния край на торпедото се движи в хоризонталната плоскост, в същото време горният му край продължава да се спуска.
8. ↑  В съответствие с немската класификация от онова време всички ескадрени броненосци са прекласифицирани в линейни кораби (на немски: Linienschiff), съкратено линкор. Започвайки от типа „Насау“, се строят кораби само с един калибър на главната артилерия. Според името на родоначалника на този подклас те понякога се наричат дредноути. Но официално всички тези типове се отнасят към един клас – на линкорите.
9. ↑  Виноградов дава 90 каб. с позоваване на Кемпбъл, но при него е указана далечината 15 500 ярда, което съответства на далечина от 75,5 каб.
10. ↑  Лек/тежък снаряд.